# Trifurcula corleyi
Trifurcula corleyi é uma espécie de insetos lepidópteros, mais especificamente de traças, pertencente à família Nepticulidae.
A autoridade científica da espécie é Z. & A. Laštuvka, 2007, tendo sido descrita no ano de 2007.
Trata-se de uma espécie presente no território português.